# Miridiba abdominalis
Miridiba abdominalis är en skalbaggsart som beskrevs av Hope 1831. Miridiba abdominalis ingår i släktet Miridiba och familjen Melolonthidae. Inga underarter finns listade i Catalogue of Life.